# Inva Mula
Inva Mula, född 1963 i Tirana i Albanien, är en albansk operasångerska. Hon gjorde sopranrösten i filmen Det femte elementet. Hon har tidigare varit gift med den albanska kompositören och sångaren Pirro Çako.